# 原田蘭丸
原田蘭丸（はらだ らんまる，1987年12月17日—），日本男子游泳运动员。千葉縣出生，畢業於八街中央中学校、日本大学豊山高校及中央大学。

## 生涯
2010年，原田代表日本參加廣州亞運會游泳比賽的男子50米自由泳、50米蝶泳、4x100米自由泳接力及4x100米混合泳接力四個項目，奪得一金一銀一銅的佳績。